# Petar Bojović (voetballer)
Petar Bojović (Montenegrijns: Петар Бојовић) (Ivangrad, 14 juni 1984) is een Montenegrijns voetballer die ook de Belgische nationaliteit heeft. Hij speelt meestal als centrale verdediger of verdedigende middenvelder.
Bojović speelde voor Wallonia Walhain CG (2005/06). In 2006 vertrok hij naar derdeklasser UR Namur. Met deze club promoveerde hij naar de Tweede Klasse. Dit leverde hem in de zomer van 2007 een transfer naar Lierse op maar door financiële problemen bij de club, met als gevolg een aansluitingsverbod, kwam hij pas halverwege het seizoen in actie. Bij Lierse was hij uiteindelijk drie seizoenen actief.
In maart 2010 wordt hij door het Vlaamse weekblad P-Magazine verdacht van manipulatie van minstens één wedstrijd van Lierse. Op 16 maart wordt hij door Lierse op non-actief gesteld. Hij ontkent betrokkenheid. In april werd zijn contract bij de club ontbonden wegens sportieve redenen.
Vervolgens speelde hij een half jaar in China. Begin 2011 sloot hij aan bij UR Namur en speelde vervolgs twee seizoenen bij Excelsior Virton. Na iets meer dan een seizoen bij SV Roeselare speelt Bojović sinds augustus 2014 voor Seraing United. Daar liep zijn contract medio 2016 af en in november van dat jaar sloot hij aan bij UR Namur. In juni 2017 verbond hij zich aan RUW Ciney.
Petar Bojović is de zoon van Zoran Bojović die ook carrière maakte als profvoetballer.

## Statistieken
| seizoen | club                | land   | competitie         | wed | goals |
| ------- | ------------------- | ------ | ------------------ | --- | ----- |
| 2004/05 | Wallonia Walhain CG | België | Derde Klasse       | 13  | 2     |
| 2005/06 | Wallonia Walhain CG | België | Derde Klasse       | 27  | 3     |
| 2006/07 | UR Namur            | België | Derde Klasse       | 27  | 3     |
| 2007/08 | K Lierse SK         | België | Exqi League        | 17  | 1     |
| 2008/09 | K Lierse SK         | België | Exqi League        | 34  | 2     |
| 2009/10 | K Lierse SK         | België | Exqi League        | 1   | 0     |
| 2010    | Chongqing Lifan     | China  | China Super League | ?   | ?     |
| 2010/11 | UR Namur            | België | Derde Klasse       | 11  | 1     |
| 2011/12 | RE Virton           | België | Derde Klasse       | 28  | 7     |
| 2012/13 | RE Virton           | België | Derde Klasse       | 31  | 3     |
| 2013/14 | SV Roeselare        | België | Tweede Klasse      | 30  | 1     |
| 2014/15 | SV Roeselare        | België | Tweede Klasse      | 2   | 0     |
| 2014/15 | Seraing United      | België | Tweede Klasse      | 26  | 2     |
|         |                     |        | Totaal             | 247 | 25    |

Laatst bijgewerkt 20-03-2015